# League of Ireland Premier Division
Premier Division je nejvyšší profesionální fotbalová soutěž v Irsku. Velkou transformací prošla roku 1985, kdy byla původně dvacetičlenná League of Ireland rozdělena do dvou divizí. Od roku 2003 se hraje systémem "jaro-podzim" od března do října. Sezóna čítá 33 zápasů a hlavním hracím dnem je pátek, kdy se hraje většina zápasů. Vítěz soutěže se kvalifikuje do druhého předkola Ligy mistrů. Poslední tým sestupuje přímo do First Division a předposlední tým hraje baráž o setrvání v soutěži proti vítězi playoff First Division.

Posledním mistrem je Dundalk, který s roce 2015 obhájil titul z předcházející sezóny.

## Nejvíce sezon v lize
Jedná se o kompletní seznam klubů, které se zúčastnilo 12 sezon od sezóny 1921/22 až do sezóny 2024 (tučně označené).
- 105 sezon: Bohemian FC
- 103 sezon: Shamrock Rovers FC
- 100 sezon: Dundalk FC
- 90 sezon: Shelbourne FC
- 75 sezon: St Patrick's Athletic FC
- 73 sezon: Sligo Rovers FC
- 70 sezon: Waterford United FC
- 62 sezon: Limerick FC
- 49 sezon: Drogheda United
- 44 sezon: Drumcondra F.C.
- 38 sezon: Cork City FC, Derry City FC
- 31 sezon: Athlone Town FC, Galway United FC
- 29 sezon: Finn Harps FC, University College Dublin AFC
- 28 sezon: Cork Celtic FC
- 23 sezon: Bray Wanderers AFC, St. James's Gate FC
- 19 sezon: Bray Unknowns FC, Cork Hibernians FC
- 16 sezon: Brideville FC, Home Farm FC
- 14 sezon: Cork FC, Transport FC
- 12 sezon: Longford Town FC
- 11 sezon: Jacobs
- 9 sezon: Cork Athletic FC, Cork United FC
- 7 sezon: Dolphin FC
- 6 sezon: Albert Rovers FC
- 5 sezon: Thurles Town FC
- 4 sezon: Cobh Ramblers FC, Monaghan United FC, Pioneers
- 2 sezon: Brooklyn, Cork Bohemians FC, Dublin City FC, Dublin United, Kilkenny City AFC, Midland Athletic FC, Olympia, Shelbourne United
- 1 sezon: Frankfort, Rathmines Athletic, Reds United, Sporting Fingal, Wexford Youths FC, YMCA FC

## Mistři
- 1921/22: St. James's Gate FC (1. titul)
- 1922/23: Shamrock Rovers FC (1)
- 1923/24: Bohemian FC (1)
- 1924/25: Shamrock Rovers FC (2)
- 1925/26: Shelbourne FC (1)
- 1926/27: Shamrock Rovers FC (3)
- 1927/28: Bohemian FC (2)
- 1928/29: Shelbourne FC (2)
- 1929/30: Bohemian FC (3)
- 1930/31: Shelbourne FC (3)
- 1931/32: Shamrock Rovers FC (4)
- 1932/33: Dundalk FC (1)
- 1933/34: Bohemian FC (4)
- 1934/35: Dophin FC (1)
- 1935/36: Bohemian FC (5)
- 1936/37: Sligo Rovers FC (1)
- 1937/38: Shamrock Rovers FC (5)
- 1938/39: Shamrock Rovers FC (6)
- 1939/40: St. James's Gate FC (2)
- 1940/41: Cork United FC (1)
- 1941/42: Cork United FC (2)
- 1942/43: Cork United FC (3)
- 1943/44: Shelbourne FC (4)
- 1944/45: Cork United FC (4)
- 1945/46: Cork United FC (5)
- 1946/47: Shelbourne FC (5)
- 1947/48: Drumcondra FC (1)
- 1948/49: Drumcondra FC (2)
- 1949/50: Cork Athletic FC (1)
- 1950/51: Cork Athletic FC (2)
- 1951/52: St Patrick's Athletic FC (1)
- 1952/53: Shelbourne FC (6)
- 1953/54: Shamrock Rovers FC (7)
- 1954/55: St Patrick's Athletic FC (2)
- 1955/56: St Patrick's Athletic FC (3)
- 1956/57: Shamrock Rovers FC (8)
- 1957/58: Drumcondra FC (3)
- 1958/59: Shamrock Rovers FC (9)
- 1959/60: Limerick FC (1)
- 1960/61: Drumcondra FC (4)
- 1961/62: Shelbourne FC (7)
- 1962/63: Dundalk FC (2)
- 1963/64: Shamrock Rovers FC (10)
- 1964/65: Drumcondra FC (5)
- 1965/66: Waterford United FC (1)
- 1966/67: Dundalk FC (3)
- 1967/68: Waterford United FC (2)
- 1968/69: Waterford United FC (3)
- 1969/70: Waterford United FC (4)
- 1970/71: Cork Hibernians FC (1)
- 1971/72: Waterford United FC (5)
- 1972/73: Waterford United FC (6)
- 1973/74: Cork Celtic FC (1)
- 1974/75: Bohemian FC (6)
- 1975/76: Dundalk FC (4)
- 1976/77: Sligo Rovers FC (2)
- 1977/78: Bohemian FC (7)
- 1978/79: Dundalk FC (5)
- 1979/80: Limerick FC (2)
- 1980/81: Athlone Town FC (1)
- 1981/82: Dundalk FC (6)
- 1982/83: Athlone Town FC (2)
- 1983/84: Shamrock Rovers FC (11)
- 1984/85: Shamrock Rovers FC (12)
- 1985/86: Shamrock Rovers FC (13)
- 1986/87: Shamrock Rovers FC (14)
- 1987/88: Dundalk FC (7)
- 1988/89: Derry City FC (1)
- 1989/90: St Patrick's Athletic FC (4)
- 1990/91: Dundalk FC (8)
- 1991/92: Shelbourne FC (8)
- 1992/93: Cork City FC (1)
- 1993/94: Shamrock Rovers FC (15)
- 1994/95: Dundalk FC (9)
- 1995/96: St Patrick's Athletic FC (5)
- 1996/97: Derry City FC (2)
- 1997/98: St Patrick's Athletic FC (6)
- 1998/99: St Patrick's Athletic FC (7)
- 1999/00: Shelbourne FC (9)
- 2000/01: Bohemian FC (8)
- 2001/02: Shelbourne FC (10)
- 2002/03: Bohemian FC (9)
- 2003: Shelbourne FC (11)
- 2004: Shelbourne FC (12)
- 2005: Cork City FC (3)
- 2006: Shelbourne FC (13)
- 2007: Drogheda United FC (1)
- 2008: Bohemian FC (10)
- 2009: Bohemian FC (11)
- 2010: Shamrock Rovers FC (16)
- 2011: Shamrock Rovers FC (17)
- 2012: Sligo Rovers FC (3)
- 2013: St Patrick's Athletic FC (8)
- 2014: Dundalk FC (10)
- 2015: Dundalk FC (11)
- 2016: Dundalk FC (12)
- 2017: Cork City FC (4)
- 2018: Dundalk FC (13)
- 2019: Dundalk FC (14)
- 2020: Shamrock Rovers FC (18)
- 2021: Shamrock Rovers FC (19)
- 2022: Shamrock Rovers FC (20)
- 2023: Shamrock Rovers FC (21)
- 2024: Shelbourne FC (14)

## Nejlepší kluby v historii - podle počtu titulů
| Vítězové nejvyšší ligové soutěže |        | |
| Klub                             | Tituly | Vítězné ročníky |
| Shamrock Rovers FC               | 21     | 1922/23, 1924/25, 1926/27, 1931/32, 1937/38, 1938/39, 1953/54, 1956/57, 1958/59, 1963/64, 1983/84, 1984/85, 1985/86, 1986/87, 1993/94, 2010, 2011, 2020, 2021, 2022, 2023 |
| Dundalk FC                       | 14     | 1932/33, 1962/63, 1966/67, 1975/76, 1978/79, 1981/82, 1987/88, 1990/91, 1994/95, 2014, 2015, 2016, 2018, 2019                                                             |
| Shelbourne FC                    | 14     | 1925/26, 1928/29, 1930/31, 1943/44, 1946/47, 1952/53, 1961/62, 1991/92, 1999/00, 2001/02, 2003, 2004, 2006, 2024                                                          |
| Bohemian FC                      | 11     | 1923/24, 1927/28, 1929/30, 1933/34, 1935/36, 1974/75, 1977/78, 2000/01, 2002/03, 2008, 2009                                                                               |
| St Patrick's Athletic FC         | 8      | 1951/52, 1954/55, 1955/56, 1989/90, 1995/96, 1997/98, 1998/99, 2013 |
| Waterford United FC              | 6      | 1965/66, 1967/68, 1968/69, 1969/70, 1971/72, 1972/73 |
| Cork United FC                   | 5      | 1940/41, 1941/42, 1942/43, 1944/45, 1945/46 |
| Drumcondra F.C.                  | 5      | 1947/48, 1948/49, 1957/58, 1960/61, 1964/65 |
| Sligo Rovers FC                  | 3      | 1936/37, 1976/77, 2012 |
| Cork City FC                     | 2      | 1992/93, 2005 |
| St James's Gate FC               | 2      | 1921/22, 1938/39 |
| Cork Athletic FC                 | 2      | 1949/50, 1950/51 |
| Limerick FC                      | 2      | 1959/60, 1979/80 |
| Athlone Town FC                  | 2      | 1980/81, 1982/83 |
| Derry City FC                    | 2      | 1988/89, 1996/97 |
| Dolphin FC                       | 1      | 1934/35 |
| Cork Hibernians FC               | 1      | 1970/71 |
| Cork Celtic FC                   | 1      | 1973/74 |
| Drogheda United                  | 1      | 2007 |